# Al-Duhail SC
Al Duhail Sports Club (arab. نادي الدحيل الرياضي) – katarski klub piłkarski z siedzibą w mieście Doha. Występuje w rozgrywkach Qatar Stars League.

## Historia
Historia klubu sięga do 1938, kiedy to w Dosze, powstał klub Al-Shorta, który powiązany był z katarskimi służbami policyjnymi. Klub występował na drugim (najniższym) poziomie rozgrywkowym w Katarze. Na jego bazie powstał Al Duhail SC, pierwotnie pod nazwą Lekhwiya SC. 
5 września 2010 drużyna grała w finale Pucharu Ligi, w którym jednak przegrała z Al-Arabi SC 0-1. Po raz pierwszy w rozgrywkach Qatar Stars League klub wystąpił w sezonie 2010/2011 i od razu zajął pierwsze miejsce. Był to pierwszy w historii przypadek gdy zespół debiutujący w lidze zdobył mistrzostwo kraju. Do roku 2017 Lekhwiya zdobywała tytuł jeszcze czterokrotnie, jednak w rozgrywkach Azjatyckiej Ligi Mistrzów największym osiągnięciem był występ w ćwierćfinale.
W 2017 Lekhwiya została połączona z innym klubem powiązanym z siłami bezpieczeństwa kraju - wojskowym El Jaish SC. Nazwa klubu została zmieniona na Al-Duhail SC. Klub w pierwszym sezonie działania pod nową nazwą zdobył szósty tytuł mistrzowski w okresie 2011-2018.